# Khirbat al-Mafjar
Khirbat al-Mafjar, également appelé Palais d'Hisham, est un site archéologique situé à Jéricho qui appartient au groupe dit des « châteaux du désert ».
Commandé probablement par le calife omeyyade al-Walīd II, il comprend, à l'arrière d'une vaste cour d'entrée à fontaine, le « château » proprement dit, une structure quadrangulaire autour d'une cour, à deux étages, une petite mosquée et une très vaste zone de bains au décor particulièrement riche : stucs sculptés, mosaïques.
Dans les bains, une salle dite le « diwan » contient une mosaïque représentant l'arbre de la vie, un grenadier portant quinze grenades, sous lequel broutent trois gazelles, dont une est mordue par un lion. Cette mosaïque est la seule actuellement visible, mais une mosaïque de 850 m2, l'une des plus grandes du monde, est actuellement protégée sous le sable, en attendant d'être restaurée.